# Cichlasoma tembe
Cichlasoma tembe es una especie de peces de la familia Cichlidae en el orden de los Perciformes.

## Morfología
Los machos pueden llegar alcanzar los 13,4 cm de longitud total.

## Distribución geográfica
Se encuentra en la cuenca del río Paraná: es una especie de peces endémica de Argentina.